# 269 Dywizja Strzelecka (ZSRR)
269 Dywizja Strzelecka (ros. 269-я стрелковая дивизия) – związek taktyczny (dywizja) Armii Czerwonej.
Sformowana w 1941 w związku z niemieckim atakiem na ZSRR. Do końca 1943 utrzymywała drugorzędne pozycje w Obwodzie tulskim i orłowskim. Zimą 1943/44 przerzucona na Białoruś, gdzie następnie wyzwoliła Rohaczów, Osipowicze, Mińsk. Kontynuowała ofensywę w Polsce, tam zajęła Białystok, Różan i Olsztyn. Wojnę zakończyła w Niemczech, nad Łabą.